# Tving (servizio di streaming)
Tving (티빙?, TibingLR) è un servizio di streaming video on demand in abbonamento sudcoreano gestito da Tving Corporation, una joint venture formata da CJ ENM Entertainment Division (CJ Group), Naver e JTBC tramite i suoi JTBC Studios, poi denominati SLL. La piattaforma trasmette in streaming eventi sportivi, drama, programmi di intrattenimento, cartoni animati, film per la televisione in esclusiva, speciali televisivi e documentari.

## Storia
Tving fu lanciata il 31 maggio 2010 da CJ HelloVision; a gennaio 2016 venne trasferita a CJ E&M.
Il 17 settembre 2019, CJ E&M e JTBC Studios (poi rinominato SLL) firmarono un MOU per costituire una joint venture che avrebbe gestito il servizio. Essa venne lanciata il 1º ottobre 2020 con il nome di Tving Corporation e Yang Ji-eul come CEO. Il 29 aprile 2021, Tving annunciò che non avrebbe più fornito i canali TV in tempo reale gratuitamente, ma che sarebbe stato necessario un abbonamento a pagamento. Il 30 giugno 2021 Naver investì 40 miliardi di won in Tving Corporation, diventandone il secondo azionista dopo CJ E&M, con il 15% delle quote.
Durante l'evento online Tving Connect a ottobre 2021, Tving annunciò che avrebbe lanciato il servizio in Giappone e Taiwan entro il 2022, e che era in trattative con Line Corporation per accedere ad altri paesi asiatici, agli Stati Uniti e all'Europa. Nel successivo mese di dicembre siglò una partnership con ViacomCBS (Paramount) e il 16 giugno 2022 aggiunse i contenuti di Paramount+ senza costi aggiuntivi per i propri utenti. Annunciò anche che avrebbe distribuito drama coreani co-prodotti sia da CJ (inclusi Studio Dragon e i nuovi CJ ENM Studios) che da Paramount. La loro prima co-produzione fu la serie di fantascienza Yonder, la cui anteprima avvenne su Paramount+ a livello internazionale.
A luglio 2022, CJ ENM e la società telecomunicazioni KT annunciarono che la piattaforma di streaming di proprietà di KT Seezn si sarebbe fusa con Tving, rendendo quest'ultima la più grande piattaforma di streaming della Corea del Sud ed entrando in competizione con Netflix, che stava dominando il mercato coreano dello streaming. La fusione fu approvata dalla Korean Fair Trade Commission in ottobre. Per distaccarsi da Netflix programmarono anche di fondersi con uno dei loro concorrenti locali, Wavve di SK Telecom.
Il 29 giugno 2023, Choi Ju-hee venne nominato nuovo CEO di Tving.